# 里奇蘭 (紐約州)
里奇蘭（英語：Richland）是一個位於美國紐約州奧斯威戈縣的鎮。

## 人口
根據2020年美國人口普查的數據，里奇蘭的面積為155.53平方千米，當中陸地面積為148.27平方千米，而水域面積為7.25平方千米。當地共有人口5637人，而人口密度為每平方千米36人。